# 関元穴
関元穴（かんげんけつ、舊漢字では關元穴、舊假名遣ひでは「くゎんげんけつ」）は、任脈に属す第4番目の経穴である。

## 部位
へその下3寸。骨度法では、へそ（神闕穴）と恥骨稜との間を5寸とする

## 筋肉・神経・血管
知覚神経は腸骨下腹神経前皮枝、肋間神経前皮枝、動脈は浅腹壁動脈、下腹壁動脈が通る

## 効能
小腸経の募穴で、脈診などによって小腸の不調が認められたときや、月経痛・月経不順、子宮けいれん・インポテンツ。小便不利など、泌尿・生殖器肝経の症状に効く。また、リウマチや中風にも効果がある。

## 名前の由来
この穴には、丹田（たんでん）、大中極など10個以上の別名があり、関元の名の由来についても諸説がある。「丹田」は、赤い色、火と関連があり、精神活動、エネルギー源（元気の素）などと関連があるところから、元気をコントロールする穴という意味ではないか。

## その他
別名を丹田といい、武道や技芸の修行では、このあたりに全神経を集中しろといわれる。西洋の文化である声楽でも、このあたりに重心を置き、ほかの余分な力は全部抜くように教えられる。運動や技芸は、呼吸は腹式呼吸で、呼吸のコントロールが一番大切ということである。丹田の丹は朱色で、心臓の色であり、心は、精神活動を統制する働きがあるところから、精神の要の場所とされてきている。